# جون إي. كونينغهام
جون إي. كونينغهام (بالإنجليزية: John E. Cunningham) هو سياسي أمريكي، ولد في 27 مارس 1931 في شيكاغو في الولايات المتحدة. حزبياً، نشط في الحزب الجمهوري. وقد انتخب عضو مجلس نواب واشنطن وانتخب عضو مجلس النواب الأمريكي.